# Ruthénium
Cet article concerne l'élément chimique, le corps simple et les composés de combinaison. Pour les autres significations, voir Ruthénium (homonymie).
Le ruthénium est l'élément chimique de numéro atomique 44, de symbole Ru.
Le ruthénium fait partie du groupe du platine, un sous-groupe de métaux de transition. Le corps simple ruthénium est un métal dur et cassant à température ambiante.

## Histoire et généralité sur l'élément
Le ruthénium a été identifié dans les résidus poudreux noirs de production de platine et isolé en 1844 par le chimiste Carl Ernst Klaus, dit affectueusement en russe Karl Karlovitch (Klaus) ou Karl Karlovic Klaus en ukrainien. Il a montré que l'oxyde de ruthénium contenait un nouveau métal inconnu et en a extrait six grammes de la partie insoluble dans l'eau régale du platine brut.
Le ruthénium, probablement en faible teneur ou à l'état de traces, avait déjà échappé à l'analyse de Smithson Tennant en 1803 et 1804. Jöns Jacob Berzelius émit un doute suivi d'un véto scientifique sur les travaux, probablement maladroitement rédigés, du pharmacien chimiste Gottfried Osann, alors en poste à l'école de chimie de Dorpat en Estonie qui pensait l'avoir découvert en 1828. Ce dernier chercheur avait en effet examiné les résidus de la dissolution du platine brut des montagnes russes de l'Oural dans l'eau régale et assurait avoir trouvé trois nouveaux éléments dans la liqueur jaune (en réalité Ir, Rh, Ru) et, plein d'assurance, il avait nommé l'un d'entre eux encore inconnu « ruthénium », signifiant en latin "relatif à la Russie". Berzelius en refaisant l'expérience n'avait pas trouvé de nouveau métal en quantité significative, puisque, averti des travaux anglo-saxons, il connaissait l'iridium et le rhodium.
En 1844, le métal ruthénium a été obtenu pour la première fois par Karl Karlovitch Klaus à l'état pur et surtout en quantité. Ce chercheur estonien né à Dorpat, russe d'origine allemande, travaillant à l'université de Kazan réexamine avec prudence des résidus similaires, développe la chimie du ruthénium, confirme les travaux pionniers d'Osann sur cet élément précis et maintient la dénomination de « Ruthénium », adaptation du latin Ruthenia « Russie ». Toutefois avant de partir vers une explication nationaliste, il est préférable de penser qu'il s'agit à l'origine de la "qualification savante" de l'origine du platine.
Le chimiste polonais Jędrzej Śniadecki l'a également isolé en 1807 (il l'avait nommé vestium) à partir de minerai de platine, mais il renonça aux droits sur sa découverte.
Le ruthénium est obtenu à partir de la liqueur jaune, qui rassemble en milieu aqueux les autres platinoïdes après extraction du platine et surtout de l'osmium. Le traitement de cette liqueur permet d'obtenir une éponge métallique, puis des cristaux d'iridium et de ruthénium en principe séparables, mais souvent en pratique en alliage. Les cristaux métalliques peuvent être chauffés au creuset d'argent avec un mélange d'alcalis fondus, à base de potasse KOH et de nitrate de potassium KNO3. Le lavage à l'eau permet de dissoudre le ruthéniate de potassium jaune et d'obtenir un résidu ou précipité à base d'oxyde d'iridium. Ce ruthéniate de potassium est traité à chaud par le dichlore (Cl2) en cornue, puis l'acide ou l'anhydride hyperruthénique RuO4 est distillé. Une dissolution d'anhydride hyperruthénique saturée est réalisée avec de la potasse Ru2CO3, un chauffage léger avec l'alcool permet de précipiter et de récupérer ainsi le métal Ru.
Avec le rhodium, le palladium, l'osmium, l'iridium, et le platine natif il fait partie du « groupe du platine ». Ce platinoïde fait partie du sous-groupe de l'osmium et dans un sens plus large du groupe 8.

## Isotopes
Le ruthénium possède 34 isotopes connus, de nombre de masse variant entre 87 et 120, et 7 isomères nucléaires. Parmi ces isotopes, sept stables, 96Ru, 98Ru, 99Ru, 100Ru, 101Ru, 102Ru et 104Ru, et constituent l'intégralité du ruthénium naturellement présent, le plus abondant étant 102Ru (31,5 %). On attribue au ruthénium une masse atomique standard de 101,07(2) u.

### Résonance magnétique nucléaire
Parmi les isotopes stable du ruthénium, les isotopes 99Ru et 101Ru possèdent tous les deux le spin nucléaire 5/2. Il est donc possible de faire de la RMN du ruthénium. Leurs rapports gyromagnétiques sont 1,234 et 1,383 (en 107rad.T−1.s−1) respectivement. Comme les autres isotopes n'ont pas de spin nucléaire ils sont inutilisables en RMN.
Par ailleurs, les spins (nucléaire ou électronique) voisins sont donc potentiellement couplés avec le ruthénium.

## Abondance naturelle, minéralogie et géologie
Le clarke de l'élément Ru est légèrement inférieur à 1 mg/tonne.
On le rencontre rarement à l'état natif (sous forme de métal nommé ruthénium natif contenant souvent de l'iridium ) ou la plupart du temps en alliage à faible teneur avec du platine et de l'iridium.
Il a les mêmes minerais que le platine, emblème des platinoïdes.
Le minéral, composant de son minerai direct le plus important, est la laurite (RuS2).
On rencontre également des traces de ruthénium et d'autres platinoïdes dans une série de minerais de nickel et de cuivre.

### Sites de production
La production mondiale s'élève à environ 12 tonnes par an ; c'est souvent un sous-produit de l'extraction des métaux précieux de la « mine du platine » : iridium, rhodium, platine et palladium.
Le ruthénium pourrait être extrait dans le processus de traitement des déchets nucléaires.

## Corps simple et corps composés chimiques

### Propriétés physiques et chimique du corps simple métallique
Le corps simple est un métal blanc à gris argent, de densité avoisinant 12,2 (platinoïde léger avec Rh et Pd) et de lustre métallique caractéristique. Il appartient au système cristallin hexagonal, en particulier caractérisé par un réseau hexagonal compact.

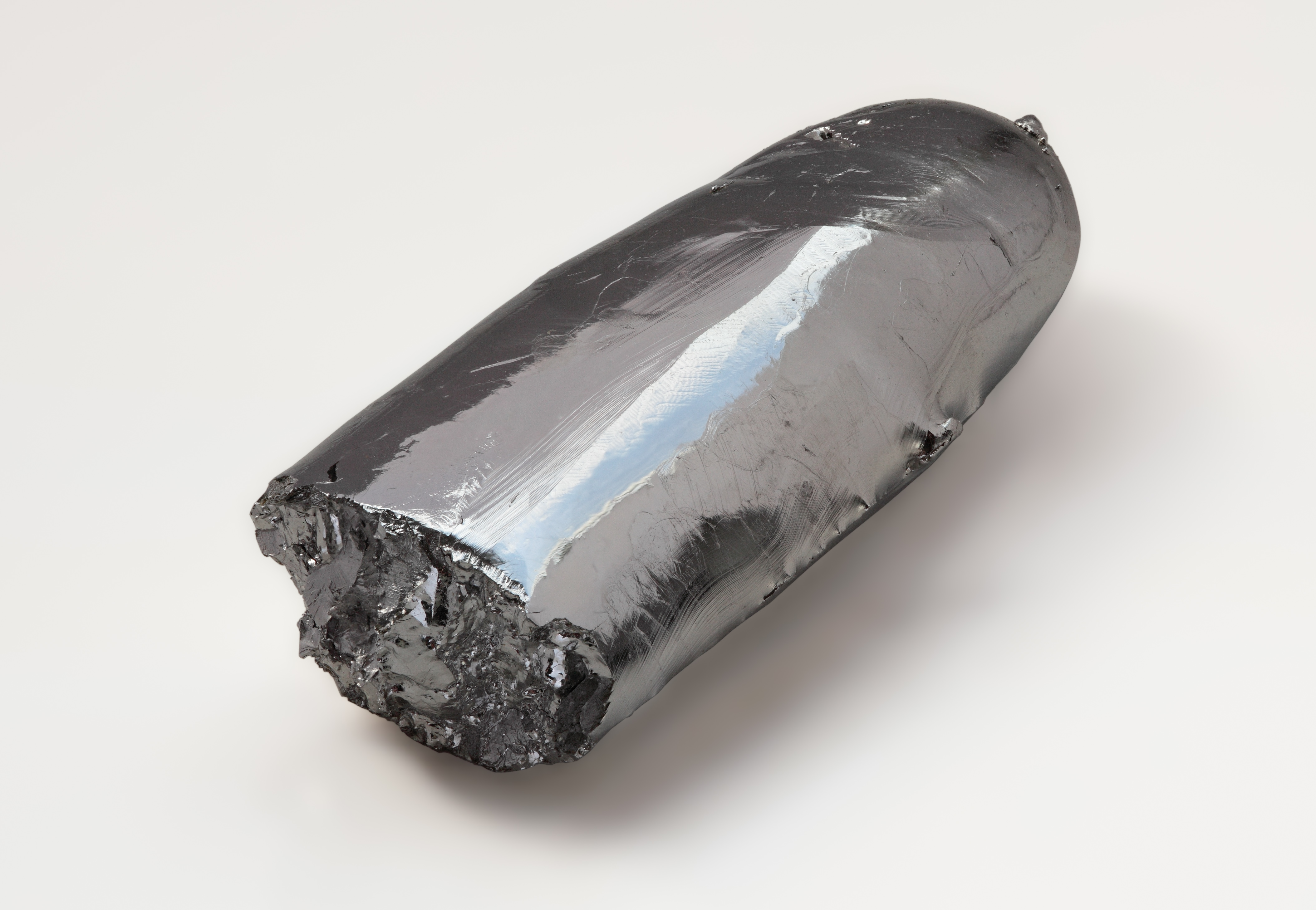
Une barre cassée de ruthénium très pur (99,99 %).

Il s'agit d'un métal relativement dur, mais cassant. Il fond vers 2 330 °C et bout vers 4 100 °C. Il a des propriétés analogues à l'osmium et au platine.
Sa métallurgie est complexe. Elle se décline en deux versants, via une métallurgie des poudres ou des techniques de fusion à l'arc électrique sous atmosphère inerte d'argon.
Le ruthénium présente une grande résistance à froid et à chaud, placés aux milieux chimiquement agressifs, aux acides et aux bases.
Le ruthénium est inaltérable à l'air et insoluble dans l'eau, il est pratiquement inattaquable par les acides, y compris par l'eau régale, à moins d'ajouter du chlorate de potassium, opération qui rend l'oxydation explosive.
Il est facilement soluble dans les bases fondues.
Ce métal, en poudre de plus ou moins grande surface spécifique, est un catalyseur polyvalent. Il sert à favoriser l'hydrogénation, comme certaines réductions et oxydations.

### Alliages ou associations
Le ruthénium a l'intéressante propriété d'augmenter la dureté des alliages de Pt et de Pd.
Les alliages du ruthénium avec le platine et le palladium sont surtout stables et très durs. Ils peuvent servir en bijouterie, ou banalement comme pointe de stylo ou pièce de résistance mécanique, mais aussi aux contacts électriques, dans divers relais et contacteurs électriques.
Il augmente également, ajouté en très faible proportion, la résistance à la corrosion du titane, qui bondit d'un facteur 100 avec une simple addition de 0,1 % en masse de Ru.

### Chimie et combinaisons
Sa chimie se caractérise par les degrés d'oxydation de 0 à VIII. Les valences les plus stables sont II, III et IV.
Chauffé au rouge, le ruthénium réagit avec le gaz oxygène.
Il existe le dioxyde de ruthénium RuO2 et surtout le tétraoxyde de ruthénium RuO4.
Le ruthénium réagit avec le gaz fluor au-delà de 300 °C :
Ru solide cristal, en poudre + 3/2 F2 gaz  →  RuF3 gaz
Il existe ainsi différents fluorures, comme le RuF3, RuF4, RuF5, RuF6.
Il réagit aussi avec les autres corps simple halogènes par exemple le gaz chlore.
Ru solide cristal, en poudre, chauffée au rouge + 3/2 Cl2 gaz  →  RuCl3 gaz
Il existe ainsi différents chlorures de ruthénium, comme le RuCl2 et RuCl3.
Le ruthénium est attaqué par le corps simple soufre, ainsi que de nombreux semi-métaux P, Se, Te, As, Sb...
Par exemple, 
Ru solide cristal + Scorps simple soufre  →  RuS2 solide
Il forme très facilement des complexes, par exemple avec le gaz monoxyde de carbone (carbonyles), avec diverses oléfines de bonne conformation (ruthénocène...), avec l'acétylacétone...

## Utilisations
- Les bougies d'allumage haut de gamme ont des électrodes recouvertes d'un alliage de platine et de ruthénium.
- En alliage, le ruthénium permet de rendre résistants le platine et le palladium et d'en faire par exemple des électrodes ou des plumes pour stylo.
- Il renforce également la résistance du titane à la corrosion.
- Il sert à la fabrication de disques durs depuis 2001[citation nécessaire]. Il s'agit d'un revêtement de trois atomes d'épaisseur entre deux couches magnétiques. Ce matériau permet actuellement[Quand ?] de stocker jusqu'à 25,7 Gb/in² et permettra d'atteindre les 400 Gb/in²[citation nécessaire].
- Supraconducteur en alliage avec le Mo à des températures inférieures à 10,6 K.
- Il permet de catalyser la décomposition de l'acide formique (HCOOH) en dihydrogène (H2) et dioxyde de carbone (CO2), servant au stockage de dihydrogène pour alimenter une pile à combustible.
- Catalyse asymétrique en chimie organique (réduction de liaison carbonyle, réaction de métathèse).
- Dans les cellules photosensibles Grätzel, permettant de produire de l'électricité sur le modèle de la photosynthèse, il est utilisé dans le photo-pigment.
- Sert comme élément de revêtement de surface dans l'horlogerie et la joaillerie (mouvements, bijoux, etc).

## Toxicité, écotoxicité
Ce métal est en augmentation dans l'environnement. Il n'a pas de rôle connu d'oligoélément.

Il attaque la peau humaine. Il est suspecté d'être cancérigène. Sa teneur dans l'environnement, y compris dans les sédiments (par exemple d'un lac étudié près de Boston) semble en augmentation récente (depuis l'introduction des catalyseurs platinoïdes, notamment à grande échelle dans les pots catalytiques destinés à diminuer certains paramètres de la pollution automobile).

### Incident d'octobre 2017
En septembre et octobre 2017, des niveaux de rayonnement accrus de ruthénium 106 ont été mesurés dans les aérosols de l'atmosphère de plusieurs pays européens, dont en Allemagne, à un niveau tout au plus aussi élevé que le rayonnement de fond naturel, et donc a priori peu dangereux, mais mystérieux quant à son origine.

L'analyse du flux atmosphérique indique une source située au sud de l'Oural, en Russie ou au Kazakhstan. D'après l’IRSN  la zone la plus plausible se situe entre la Volga et l’Oural, sans qu’il soit possible de préciser la localisation exacte du point de rejet,.
Aucun accident de satellite (rarement équipés de batteries isotopiques à base de cet isotope) n'ayant été enregistré, une source perdue par un centre médical est suspectée. La quantité est estimée à 100-300 térabecquerels, soit une radioactivité à risque pour la population locale.
Selon l'IRSN l'incident signalé en octobre en Europe de l'Ouest, aurait eu lieu au cours de la dernière semaine du mois de septembre, très probablement dans le complexe nucléaire Maïak au sud de la Russie. Une fuite aurait pu avoir eu lieu lorsque des techniciens ont bâclé la fabrication d'une source de cérium 144 nécessaire à la recherche de neutrinos stériles faite au Laboratoire national du Gran Sasso à L'Aquila (Italie). Le gouvernement russe a cependant vigoureusement nié qu'un accident ait eu lieu sur ce site.
Dans la logique des normes européennes, le niveau de radioactivité produit par cet incident aurait produit un dépassement des seuils maximaux de contamination des denrées alimentaires sur des distances de l’ordre de quelques dizaines de kilomètres autour du point de rejet. L'IRSN juge, la probabilité d’un scénario qui verrait l’importation en France de denrées (notamment des champignons) contaminés par du ruthénium 106 est « extrêmement faible », ajoutant que « les conséquences d’un accident de cette ampleur en France auraient nécessité localement de mettre en œuvre des mesures de protection des populations sur un rayon de l’ordre de quelques kilomètres autour du lieu de rejet » (IRSN).
La CRIIRAD reste prudente ; pour elle, le rejet de cet incident est 375 000 fois supérieure au rejet annuel maximal autorisé de la centrale nucléaire de Cruas (Ardèche). La CRIRAD estime qu'une fois le produit retombé sur le sol sur le couvert végétal, il peut induire une contamination durable.

### Écotoxicité
Comme celle des autres platinoïdes, son écotoxicité est mal connue, mais on sait qu'il est chez les animaux à sang chaud bioaccumulé dans les os.

Sous forme de tétroxyde de ruthénium (RuO4), il a des propriétés proches de celles du tétroxyde d'osmium (il est alors très toxique, volatil et peut causer des explosions s'il est mis en contact avec des matières combustibles).
La cinétique et la répartition dans divers organismes aquatiques du ruthénium 106 soluble (sous forme de complexes de nitrate de nitrosyle) ont été étudiées en 1970 - en laboratoire - après absorption par des animaux exposés à ce produit en solution dans l'eau durant un à dix jours -  de manière à mieux comprendre et comparer cette cinétique selon le type d’organisme considéré (invertébré racleur ou filtreur, poisson). Les espèces testées étaient Anadonta anatina (une sorte de moule d'eau douce) et deux escargots d'eau douce Lymnaea stagnalis et Viviparus contectus ainsi qu'un poisson d'eau douce (Alburnus lucidus) et plusieurs organismes marins : Fucus vesiculosus (une algue de la famille des Fucaceae), Mytilus edulis (la moule commune), Littorina littorea et Purpura lapillus (deux gastéropodes marins souvent utilisés comme bioindicateurs). Il a été suggéré à cette occasion que ces espèces absorbent très différemment cette forme du ruthénium (l'escargot en fixe bien plus que le poisson), que l'absorption semble fortement dépendante de la température (chez toutes les espèces étudiées) et que certaines espèces le fixent dans des parties non vitales de leur organisme (byssus, coquille).